# Пракаша, Шри
Шри Пракаша (англ. Sri Prakasa; 3 августа 1890, Варанаси — 23 июня 1971, Варанаси) — индийский политический и государственный деятель, борец за свободу и независимость Индии.

## Биография
Шри Пракаша родился в Варанаси в семье Бхагван Даса, теософа и общественного деятеля. Образование получил в Центральной индуистской школе для мальчиков и Кембриджском университете.
В молодости участвовал в движении за независимость Индии. Активист Августовского движения. Был на два года заключён в британскую тюрьму (1942—1944). После обретения Индией независимости занимал разные ответственные административные посты, был министром торговли и промышленности Индии. Первый Верховный комиссар Индии в Пакистане с 1947 по 1949 год, губернатор штата Ассам с 1949 по 1950 год, губернатор штата Мадраса с 1952 по 1956 год, последний губернатор Бомбея с 1956 по 1960 год, губернатор новообразованного штата Махараштра в 1960—1962 годах.
С 1946 года — член Учредительного собрания Индии.